# Besser Rev

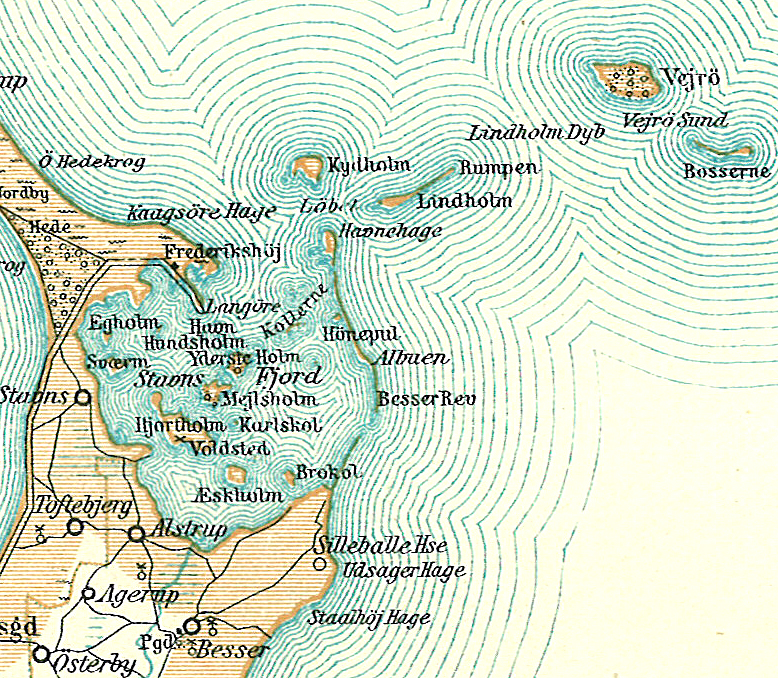
Besser Rev bakent Stavns Fjord af.

Besser Rev is een 5 km lang rif op het Deense eiland Samsø. Het vormt een smalle landtong in het noordoosten van het eiland, die het oostelijk deel van Stavns Fjord afbakent van het Kattegat. Het rif is het resultaat van een ophoping van slib tussen een reeks kleine eilandjes. Ten zuidwesten van het rif ligt het dorpje Besser, waaraan het zijn naam dankt.
In het noorden van Stavns Fjords loopt een gelijkaardig systeem van kleine eilandjes, Lilleøre geheten, maar dit is van beduidend geringer omvang.
Het rif maakt deel uit van het natuurreservaat Stavns Fjord, en de toegang is verboden tijdens het broedseizoen. Op winderige dagen wordt het bewandelen van Besser Rev ontraden, omdat de golven het rif gemakkelijk overspoelen, wat voor wandelaars bijzonder gevaarlijk kan zijn.